# Araneus praesignis
Araneus praesignis är en spindelart som först beskrevs av Ludwig Carl Christian Koch 1872.  Araneus praesignis ingår i släktet Araneus och familjen hjulspindlar.
Artens utbredningsområde är Queensland. Inga underarter finns listade i Catalogue of Life.

## Bildgalleri

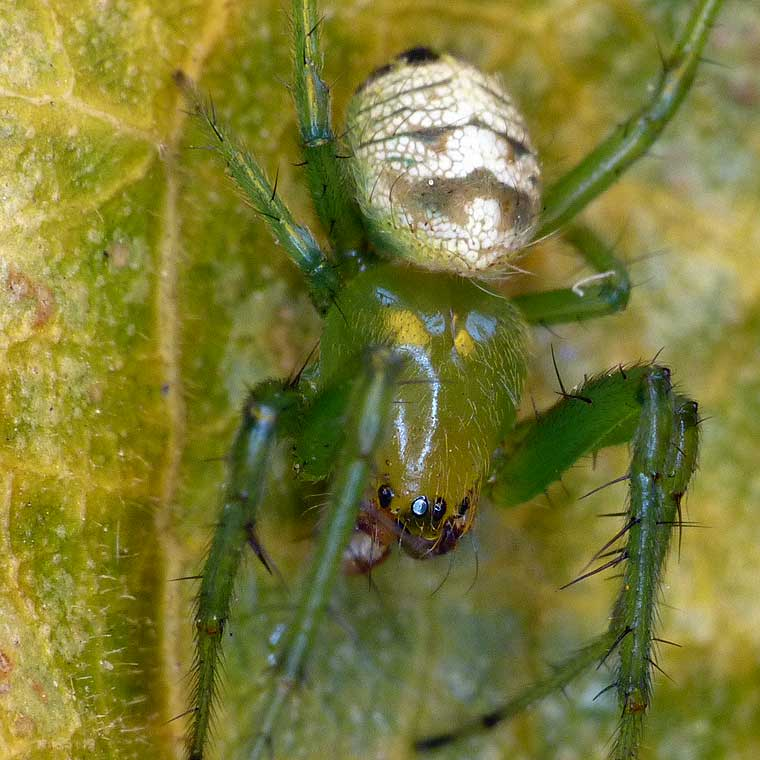
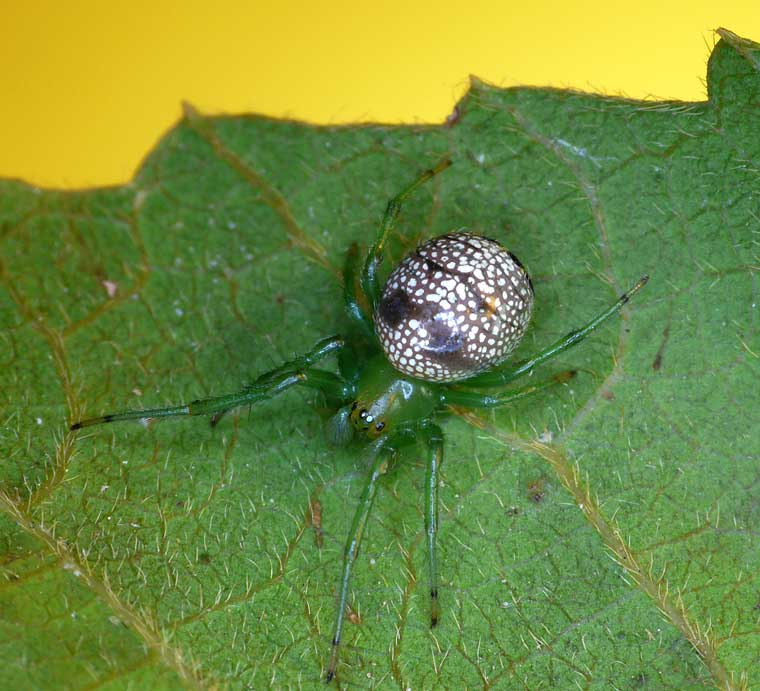
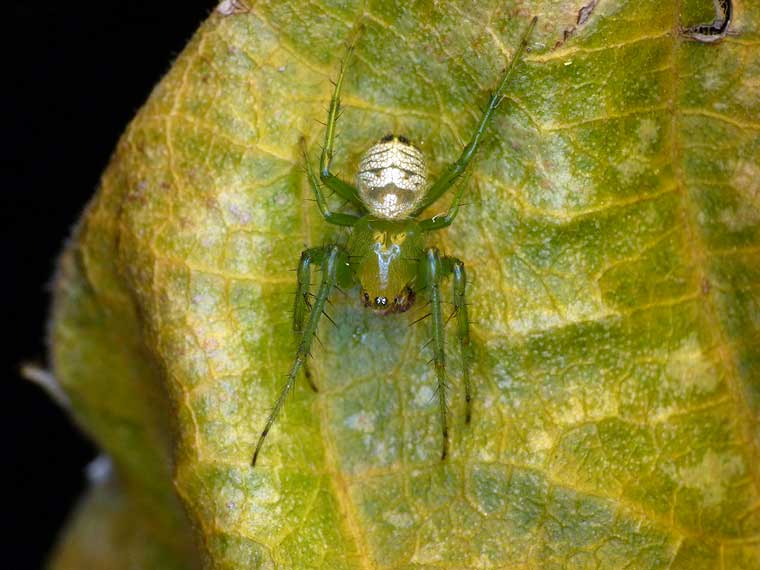
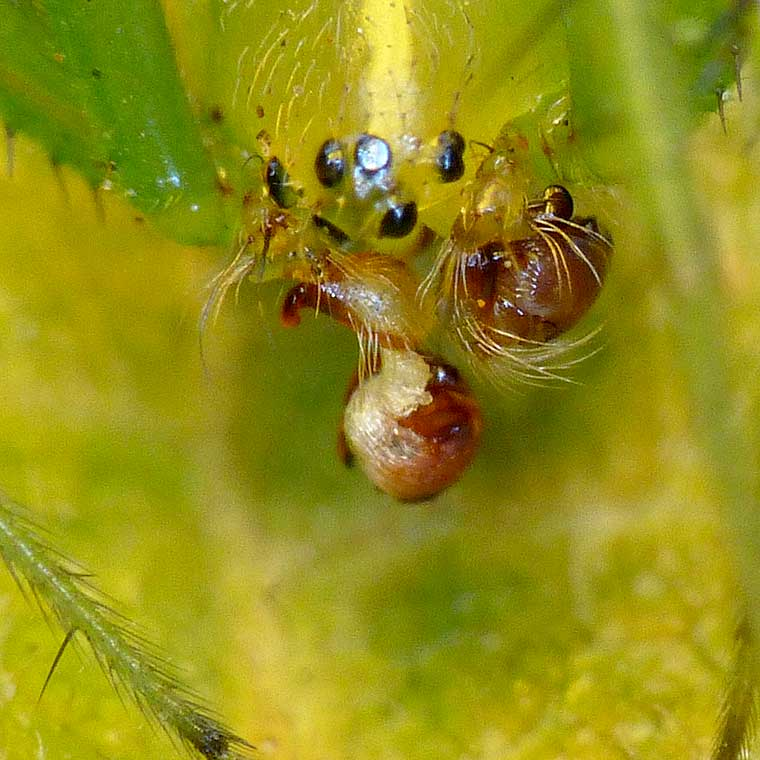